# مناورات إندرا

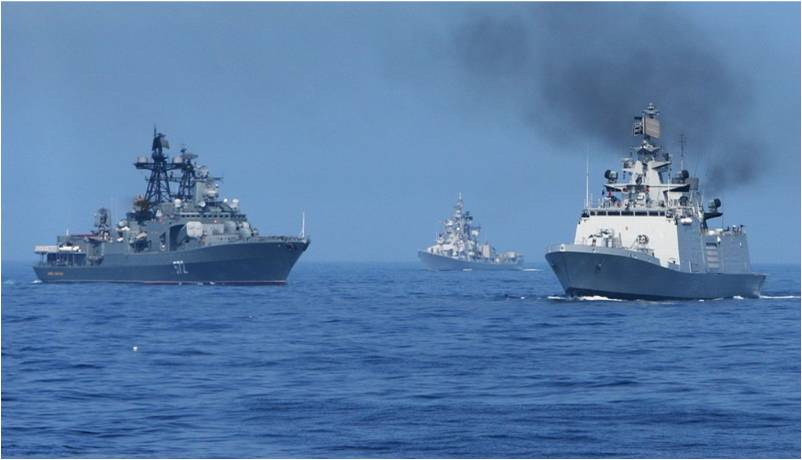
صورة لمناورات إندرا.

مناورات إندرا أو (بالإنجليزية: INDRA - India Russia Maneuvers)‏ هي مناورات عسكرية مشتركة تعقد بين كل من روسيا والهند.